# Требнє
Требнє (словен. Trebnje) — поселення в общині Требнє, регіон Південно-Східна Словенія, Словенія.